# Julius Dorpmüller
Julius Heinrich Dorpmueller (24. července 1869 Elberfeld – 5. července 1945 Malente-Gremsmühlen) byl německý politik. Vystudoval průmyslovou školu a do roku 1937 pracoval v oboru železnic. V roce 1937 se stal druhým říšským ministrem dopravy a v roce 1945 také říšským ministrem pošt. Zemřel v roce 1945 na rakovinu a na selhání trávicího systému.